# Loubejac
Loubejac é uma comuna francesa na região administrativa da Nova Aquitânia, no departamento Dordonha. Estende-se por uma área de 18 km². Em 2010 a comuna tinha 266 habitantes (densidade: 14,8 hab./km²).